# Ménagé
Menage (em português) ou Ménagé (em francês), é uma família Real, de ascendência Belga e do centro da Europa; Em Portugal, são já vários os descendentes, dos quais António Jorge Ménagé Melo Mota Veiga é um dos mais representativos e conhecido por "Menage"; seu nome artístico Ménagé D´Almeida Mello, por pertencer à linhagem dos D´Almeida Mello;Deriva este nome de uma alcunha e a família que o adoptou por apelido é da mais remota e nobre ascendência.
Deriva ela, com efeito, de D. Soeiro Reimondes, o Merlo - ou «melro» -, (contemporâneo dos reis D. Afonso III e D. Dinis) que era o chefe de linhagem dos «de Riba de Vizela» e, por esta via, da dos «da Maia».
Vindo para o Sul, fundou na Beira a vila de Melro, depois Melo, sendo dela senhor, bem como de Gouveia.
Do seu casamento com D. Urraca Viegas, filha de D. Egas Gomes Barroso e de sua mulher D. Urraca Vasques de Ambia, teve descendência na qual se fixaria o nome Melo.
Mantem-se, na actualidade, o uso por parte de várias famílias, da grafia Mello. Na impossibilidade de saber com exactidão quem assim assina ou está registado e também por uma questão de uniformidade de critérios, adoptamos aqui a grafia moderna, i.e., Melo.
De notar que Ménagé,com acentos agudos nos "é" deve ler-se, em Português, Menage, com o som "e" fechado; uma vez que o acento agudo (´) em Francês, fecha o som, ao contrario do que acontece em português, que o abre, como em até, pé... etc, com o "a" a ler-se "à".
Ménagé Como pronunciar Ménagé, em Francês